# Мельгунов, Николай Александрович
Никола́й Алекса́ндрович Мельгуно́в (апрель 1804, село Петровское, Орловская губерния — 4 [16] февраля 1867, Москва) — русский писатель, публицист, переводчик и музыкальный критик.

## Биография
Родился в селе Петровское Ливенского уезда Орловской губернии.
В 1818—1820 годах обучался в Благородном пансионе при Педагогическом институте в Петербурге. Его учителями были В. К. Кюхельбекер, К. П. Арсеньев, А. П. Куницын.
В 1824—1834 гг. служил в Московском архиве коллегии иностранных дел, где вступил в кружок «любомудров». Вместе с С. П. Шевыревым и с В. П. Титовым перевёл книгу Л. Тика и В. Г. Вакенродера «Об искусстве и художниках» (1826). В 1834 году вышел в отставку. Много времени провёл за границей, занимаясь популяризацией русской литературы. В 1837 году в Германии вышла книга немецкого писателя Г. И. Кёнига «Очерки русской литературы», которую он написал на основе бесед с Мельгуновым.
Мельгунов также известен как автор повестей, очерков, литературоведческих и музыковедческих статей, романсов. Был знаком с П. Я. Чаадаевым.
Жена (с 18.10.1844, Штутгарт) — Софья Карловна фон Коннермаин (1820— ?), дочь прусского премьер-лейтенанта. Поручителями на их свадьбе были В. А. Жуковский, Н. В. Гоголь и граф А. И. Гудович.
Умер 4 (16) февраля 1867 года в Москве. Похоронен на Ваганьковском кладбище; могила утрачена.